# Svenska Odlingens Vänner
Svenska Odlingens Vänner (SOV; estniska: Rootsi Hariduse Selts) är en kulturförening för estlandssvenskar och deras ättlingar. 

## Historia
I början av 1900-talet tillhörde Estland ännu Ryssland, och försök till förryskning av befolkningen ledde till olika nationella rörelser. Föreningen Svenska Odlingens Vänner grundades 1909 i Estland för att samla estlandssvenskar kring gemensamma intressen. 1918 blev Estland självständigt och sedan 1918 ger föreningen ut tidskriften Kustbon. 
Under den sovjetiska ockupationen under andra världskriget förbjöds organisationen och tidskriften. De flesta estlandssvenskar flydde till Sverige, och föreningen uppstod på nytt i Sverige år 1945 och har sedan dess arbetat med att dokumentera estlandssvensk historia och kultur.
Allt eftersom de generationer som var födda i Estland gick bort, minskade intresset för estlandssvenska frågor, men fick en renässans efter Estlands självständighet år 1991, då estlandssvenskarna och deras ättlingar kunde besöka Estland igen. 2005 återupptog man verksamheten i Estland för de estlandssvenskar som blev kvar eller som hade återvänt efter självständigheten, och Svenska Odlingens Vänner är idag två föreningar i Sverige respektive Estland.